# Центральная библиотека имени М. Л. Кропивницкого
Центра́льная библиоте́ка имени М. Л. Кропивни́цкого (укр. Центральна бібліотека імені М. Л. Кропивницького) — одна из библиотек города Николаева.

## История
Центральная библиотека имени М. Л. Кропивницкого ЦБС для взрослых была основана 1 (14) августа 1900 как отделение Николаевской общественной библиотеки (ныне Областная универсальная научная библиотека имени А. Гмырёва).
Как отделение Николаевской Центральной библиотеки (бывшей Общественной) библиотека просуществовала до 1922 года. В марте отделение было включено в библиотечную сеть города и начало своё существование как Первая городская районная библиотека.
С 1916 по 1962 годы библиотеку возглавляла Мария Федоровна Карклинг.
В 1978 году переквалифицирована в Центральную библиотеку Централизованной библиотечной системы для взрослых, которая объединила 21 библиотеку-филиал и 3 библиотечных пункта.
В 1990 году по предложению Николаевского отделения Союза писателей Украины библиотеке присвоено имя М. Л. Кропивницкого — украинского актёра и писателя, уроженца Николаевщины.
С 1992 года библиотека одной из первых начала компьютеризацию библиотечных процессов, а с 1996 года стала частью международного информационного пространства через Интернет. С 1999 года входит в Украинский электронный библиотечный консорциум «Информатио».